# Groupe Éxito
Le groupe Éxito (en espagnol : Grupo Éxito), connu aussi sous le nom de Almacenes Éxito S.A., est un groupe colombien de distribution appartenant au Salvadorien Calleja. Le groupe a notamment développé un réseau de grandes et moyennes surfaces (GMS) de supermarchés et hypermarchés.

## Historique
Éxito est fondé en 1949 à Medellín par Gustavo Toro Quintero (1928-1992) avec une boutique textile de 16 m2 calle Alhambra. En 1964 ouvre le premier magasin en libre service, et en 1970 le premier supermarché du groupe, toujours à Medellín. L'expansion géographique débute en 1984 à Bogotá, puis sur le plan international en 2011 en Uruguay.
En 1999, le groupe Casino acquiert 25 % du capital d'Éxito, participation qu'il portera à 62 % en 2007.
En septembre 2019, le groupe Casino déclare qu'il va céder la totalité des actions qu'il détient dans les supermarchés Éxito lors d'une OPA du groupe GPA,, dont Casino est lui-même actionnaire de référence. Il ne s'agit donc pas d'un désengagement, mais d'une simplification de la structure capitalistique des filiales latino-américaines du groupe.
Avant cette opération, le capital d'Éxito était détenu à 55,3 % par des sociétés françaises du groupe Casino, tandis que les 44,7 % restants étaient aux mains de fonds de pension colombiens et de fonds internationaux. Après l'OPA, GPA détient 96,57 % des actions du groupe Éxito, (mais est lui-même une filiale du groupe Casino, actionnaire de référence).
En octobre 2023, GPA et le groupe Casino cèdent leur filiale colombienne Éxito au Salvadorien Calleja.

## Activités

### Grande distribution
- Éxito (Colombie) : chaîne d'hypermarchés
  - Éxito Super : chaîne de supermarchés
  - Éxito Express : chaîne de supermarchés de proximité
- Carulla (Colombie) : chaîne de supermarchés haut de gamme
- Surtimax (Colombie) : chaîne de magasins de discompte
- Viva : centres commerciaux